# Gustav Bychowski

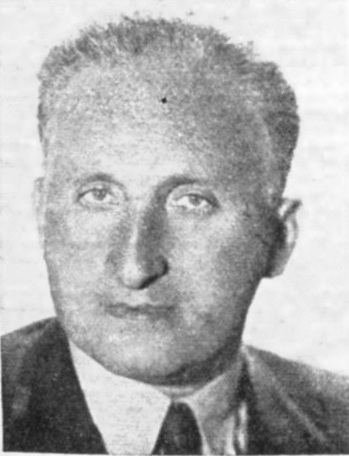
Gustaw Bychowski

Gustav Bychowski (tiếng Ba Lan, Gustaw Bychowski, sinh năm 1895 tại Warszawa, Vương quốc Lập hiến Ba Lan, mất ngày 3 tháng 4 năm 1972 tại Fez, Maroc) là nhà tâm thần học và tác giả người Mỹ gốc Ba Lan. Ông học lấy bằng y khoa tại Đại học Zurich và học tâm thần học tại Burghölzli. Sau đó, ông theo học phân tâm học ở Viên.

## Sự nghiệp
Trong sự nghiệp của mình, ông đã viết một số lượng lớn sách về phân tâm học bao gồm Ác ma trong con người: Giải phẫu của căm thù và bạo lực. Ông viết nhiều bài về Julius Caesar, Oliver Cromwell, Maximilien de Robespierre, Adolf Hitler và Joseph Stalin.
Trong số các bệnh nhân của ông có nhà làm phim người Mỹ James Toback.

## Một số tác phẩm y văn
- Specialized Techniques in Psychotherapy (ed. with J. Louise Despert), New York: Basic Books, 1952.
- Zur Psychopathologie der Brandstiftung. Zurich: O. Fussli, 1919
- Zur Psychopathologie der Brandstiftung. Schweizer Archiv für Neurologie und Psychiatrie 5, p. 29–55, 1919
- Űber das Fehlen der Wahmehmung der eigenen Blindheit bei zwei Kriegsverletzten. Neurologisches Centralblatt 39, p. 354–357, 1920
- Wissenschaft und Anthroposophie. Bemerkungen zum Aufsatz von Glaus ueber die anthroposophischen Kurse in Dornach. Schweizerische medizinische Wochenschrift 16, p. 377–378, 1921
- Autismus und Regression in modernen Kunstbestrebungen. Allgemeine Zeitschrift für Psychiatrie und psychisch-gerichtliche Medicin 78, s. 102–121, 1922
- Eine Gesichtsillusion als Ausdruck der ambivalenten Ubertragung. Int. Zsch. Psychoanal. 8, p. 337–339, 1922
- G. Bychowski, E. Sternschein (1923). "Zur Kenntnis der Beziehungen zwischen den corticalen Ausfallserscheinungen und dem Allgemeinzustand des Gehirns". Zeitschrift für die gesamte Neurologie und Psychiatrie. 85: 68–77. doi:10.1007/BF02869620.
- Gustav Bychowski (1925). "Zur Wirkung großer Cocaingaben auf Schizophrene". Monatsschrift für Psychiatrie und Neurologie. 58: 329–344. doi:10.1159/000166385.
- Zur Frage nach den Beziehungen zwischen der Psyche und dem weiblichen Genitalsystem. Monatsschrift für Psychiatrie und Neurologie 59, p. 209–214, 1925
- Schizofrenja w świetle psychoanalizy. Rocznik Psychjatryczny 5, p. 49–78, 1927
- W sprawie psychoterapji schizofrenji. Rocznik Psychjatryczny 8, p. 57–69, 1928
- Űber Psychotherapie der Schizophrenie. Der Nervenarzt 1(8), p. 478–487, 1928
- Słowacki i jego dusza. Studium psychoanalityczne. Warszawa-Kraków: Wydawnictwo J. Mortkowicza, 1930
- O wychowaniu seksualnem. Warszawa: Polskie Towarzystwo Eugeniczne, 1930
- Marcel Proust als Dichter der psychologischen Analyse. Psychoanal. Bewegung 4, s. 323–344, 1932
- O pewnych zagadnieniach schizofrenji w świetle patologji mózgowej. Rocznik Psychjatryczny 21, p. 28–44, 1933
- Psychoanaliza na usługach wychowania dzieci moralnie zaniedbanych. Szkoła Specjalna 11 (2/4), 1934/1935
- Przestępca w świetle psychoanalizy. Rocznik Psychjatryczny 24, p. 30–52, 1935
- Certain Problems of Schizophrenia in the Light of Cerebral Pathology. Journal of Nervous and Mental Disease 81 (3), p. 280–298, 1935
- O legastenji, 1935
- Zasady analizy psychiatrycznej zaburzeń ogniskowych. Rocznik Psychjatryczny 25, 110–134, 1936
- Rozmowa z Freudem Lưu trữ ngày 18 tháng 5 năm 2015 tại Wayback Machine. Wiadomości Literackie 20 (652), p. 4, 10.4.1936
- Bychowski G., Kaczyński M., Konopka C., Szczytt K. Doświadczenia i dotychczasowe wyniki leczenia insuliną chorób psychicznych. Rocznik Psychiatryczny 28, s. 105–135, 1936
- Frontalsyndrome und Parietookzipitalsyndrome. Jahrbücher für Psychiatrie und Neurologie 54, p. 283–311, 1937
- O diencefalozach. Warszawskie Czasopismo Lekarskie 15 (5, 6), 1938
- Physiology of schizophrenic thinking. Journal of Nervous and Mental Disease 98, p. 368–386, 1942
- The spiritual background of Hitlerism. Journal of Criminal Psychopathology 4, p. 579–598, 1942
- Disorders In The Body-image In The Clinical Pictures Of Psychoses. Journal of Nervous and Mental Disease 97(3), p. 310–335, 1943.
- Some aspects of shock therapy: the structure of psychosis. Journal of Nervous and Mental Disease 102, p. 338–356, 1945
- Dictators and Disciples from Caesar to Stalin; A Psychoanalytic Interpretation of History. New York: International Universities Press, 1948
- On neurotic obesity. Psychoanalytic Review 37, p. 301–319, 1950
- Psychotherapy of Psychosis. New York: Grune and Stratton, 1952
- Specialized Techniques in Psychotherapy. New York: Basic Books, 1952
- Obsessive compulsive façade in schizophrenia. International Journal of Psychoanalysis 47, p. 189–197, 1966
- Evil in Man: The Anatomy of Hate and Violence. New York: Grune and Stratton, 1968